# Peleopodinae
Peleopodinae es una subfamilia de pequeñas polillas de la familia depressariidae.

## Taxonomía y sistemática
- Antaloea Meyrick, 1914
- Carcina Hübner, 1825
- Durrantia Busck, 1908
- Peleopoda Zeller, 1877
- Pseuderotis Clarke, 1956